# SMS S 50
S 50 – niemiecki niszczyciel z okresu I wojny światowej. Druga jednostka typu S 49. Okręt wyposażony w trzy kotły parowe opalane ropą. Zapas paliwa 252 tony. W 1918 roku internowany w Scapa Flow. Zatopiony przez załogę 21 czerwca 1919 roku. Złomowany w 1925 roku.